# Dende
Dende is een fictief figuur uit de manga-serie Dragon Ball.
Dende is een Namek die voor het eerst verschijnt in de Frieza Saga op planeet Namek. Hier wordt hij gered door Gohan en Krillin, als Zarbon en Dodoria zijn dorp aanvallen en iedereen doden. Later levert hij een belangrijke bijdrage aan de strijd op Namek, door de Namekian Dragon Porunga op te roepen, zodat Gohan en Krillin hun wensen kunnen doen.
Dende heeft de gave mensen te helen als ze gewond zijn. Deze gave gebruikt hij onder andere om Krillin, Gohan, Vegeta en Piccolo te genezen tijdens de strijd met Frieza. Om deze reden wordt hij later door Frieza gedood, maar hij wordt weer tot leven gewekt door de aardse dragonballs.
In de Cell Saga wordt hij de beschermer van de aarde, nadat Piccolo en Kami gefuseerd zijn.